# 漢字語
漢字語（かんじご）とは、日本語、朝鮮語及び越南語において漢語系語彙に代表される漢字で表記されうる語の総称である。

## 日本語における定義
日本語においては、語種の上でいわゆる「漢語」という区分が存在する。その一方で、新たに「漢字語」という用語を使用する研究者も存在する。この語の定義には研究者によって僅かな差異があり、いまだ学会の共通認識にはいたっていない。
山田俊雄は、一般的な漢語の概念を拡張した「漢字語」という枠組みを提唱している。山田は、「木綿（もめん、きわた、ゆふ）」のように和語に対応して発生した漢熟語や、「天下（てんか、あめのした、あめがした）」のような漢語的な思想に基礎を持つ語などを漢字語の例として挙げ、従来の語種的分類では説明しづらい日本語の特質を取り上げている。
鈴木丹士郎は、「漢字語」を「概念をともなった語としての漢語と訓に対する表記としての漢字の両方を含んだもの」と定義し、例として「狂言（まがこと）」を挙げている。
さらに和語である「ものがたり」や外来語である「クラブ」などの語も文脈によって「物語」「倶楽部」といった漢字表記がなされることから、これら漢字で書き表した語を全て包括して「漢字語」あるいは「漢字表記語」と呼ぶ立場もある。これは語における表記文字に注目した「カタカナ語」などという呼称に対応する概念である。
また、類義語に「熟語」があるが、これは「複数の漢字によって構成される語」という意味がある一方で、「ことわざや慣用句として用いられる表現」という意味もしばしば同時に含蓄する。特に「四字熟語」といった場合、「臥薪嘗胆」「大器晩成」といったいわゆる（故事）成語を意味することが多い。しかし実際には「台風一過」「女人禁制」のように、成語には分類しがたい四字の表現も多く存在する。このように「熟語」の指す範囲は時に混乱を招くおそれがあるため、以上のような四字の表現を「四字漢字語」と総称することもあるという。

## その他の言語における漢字語
朝鮮語（韓国語）においては、古来から中国から膨大な漢語系語彙を借用しており、近代には日本製の字音語（いわゆる和製漢語）も多く流入した。これらは、漢字ハングル混じり文に見られるように、歴史的に漢字表記がなされてきた実績があり、漢字語（かんじご、한자어）と総称されることが多い。
ベトナム語も漢語系語彙の浸透が著しく、その程度は日本・朝鮮と比較しても質・量ともに甚だしいという。一方で文字文化としての漢字は、日本・朝鮮と比較してさほど定着したと言えず、現在では表記としての漢字を既に廃止しているので、漢字語という区分が意識されることはまずない。なお、ベトナム語において漢語由来の語は、漢越語（かんえつご、từ Hán-Việt、詞漢越）と総称されている。

## 関連資料
- 鈴木, 丹士郎 (1968), “読本における漢字語の傍訓”, in 近代語学会, 近代語研究 第二集, 東京: 武蔵野書院[1].
- 山田, 俊雄 (1978), 日本語と辞書, 中公新書, 東京: 中央公論社[1].
- 山口, 明穂; 竹田, 晃, eds. (1987), 岩波漢語辞典, 東京: 岩波書店, ISBN 978-4000800686[1].